# Callosamia

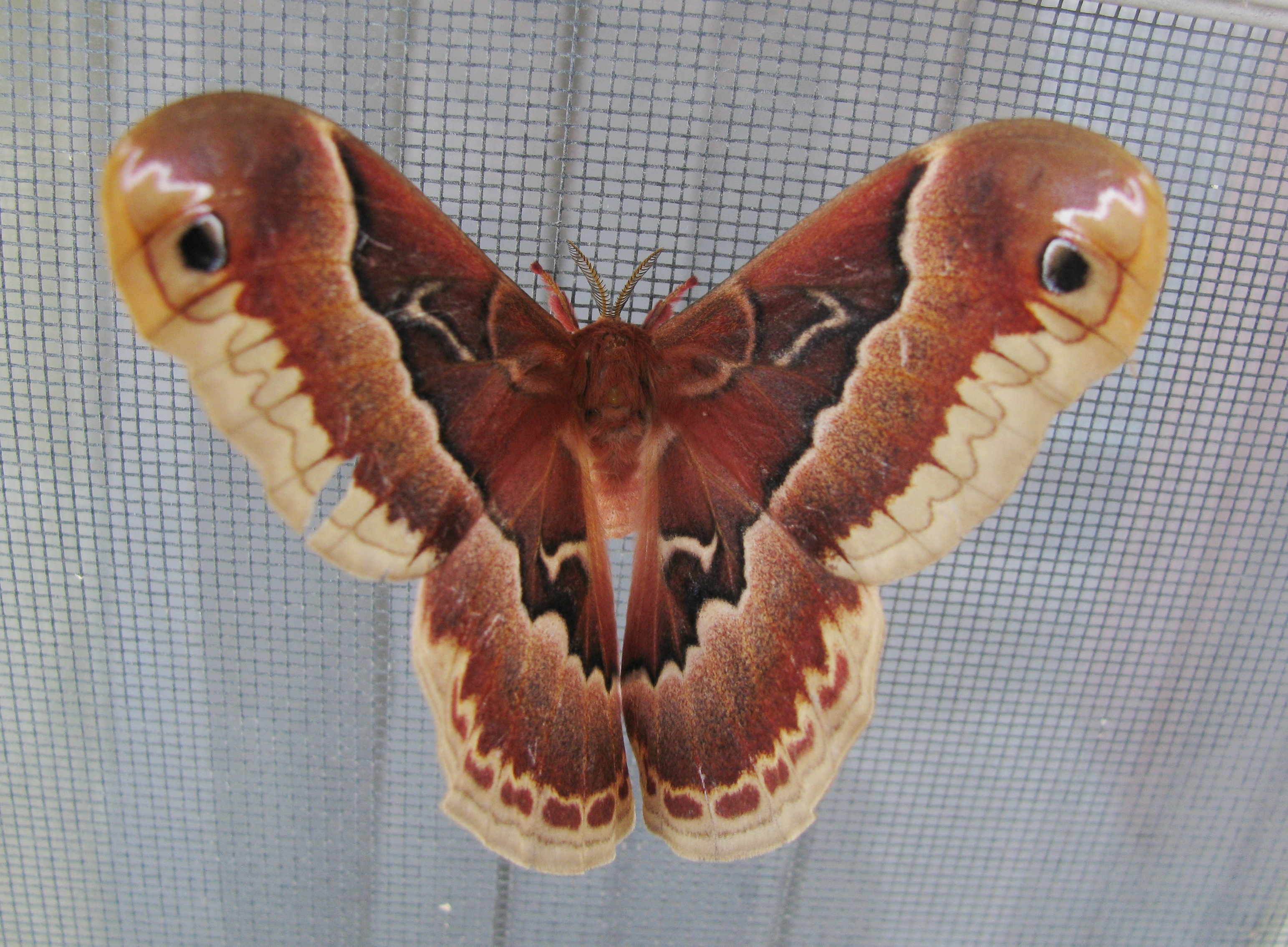
Callosamia promethea, Weibchen

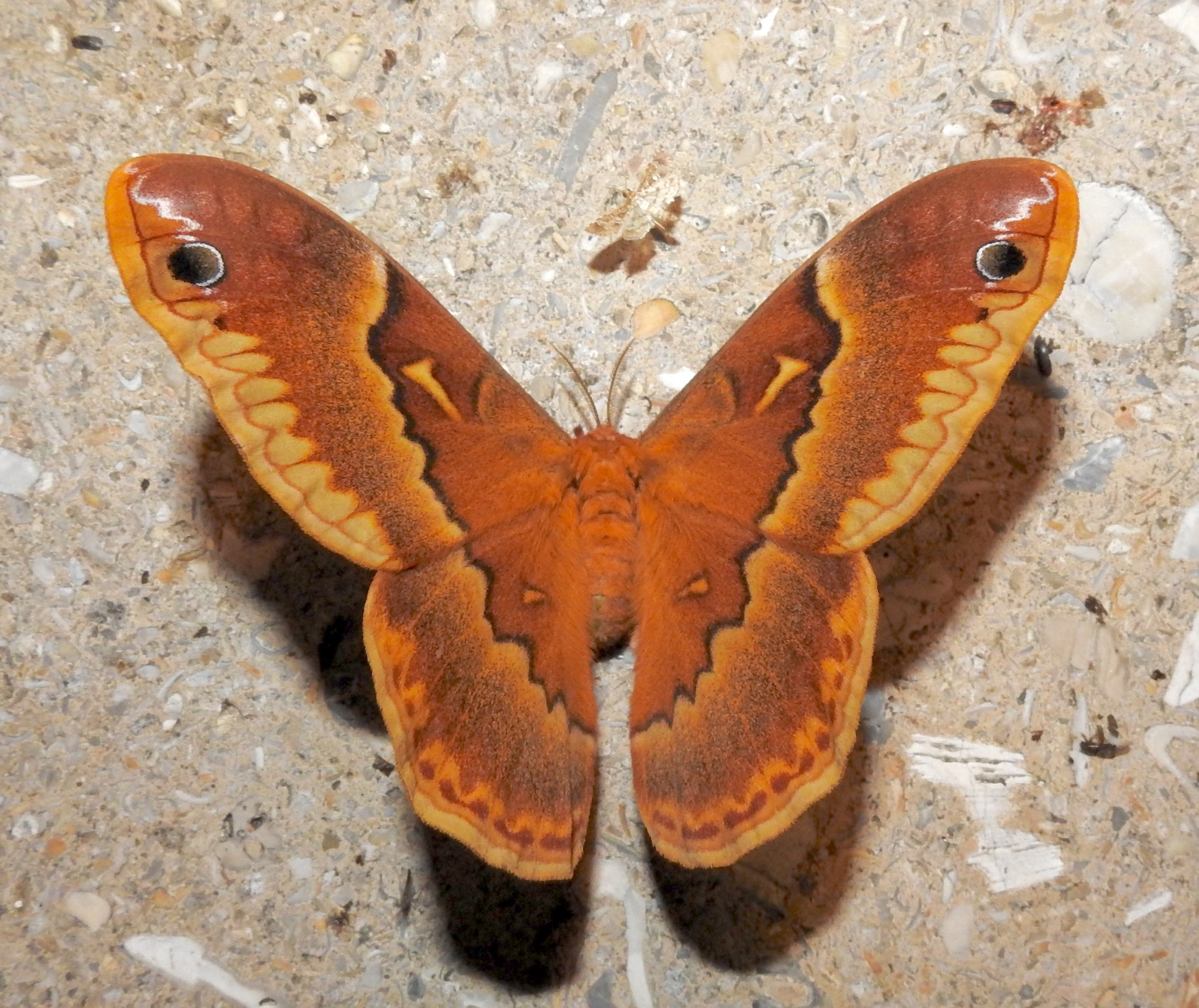
Callosamia securifera

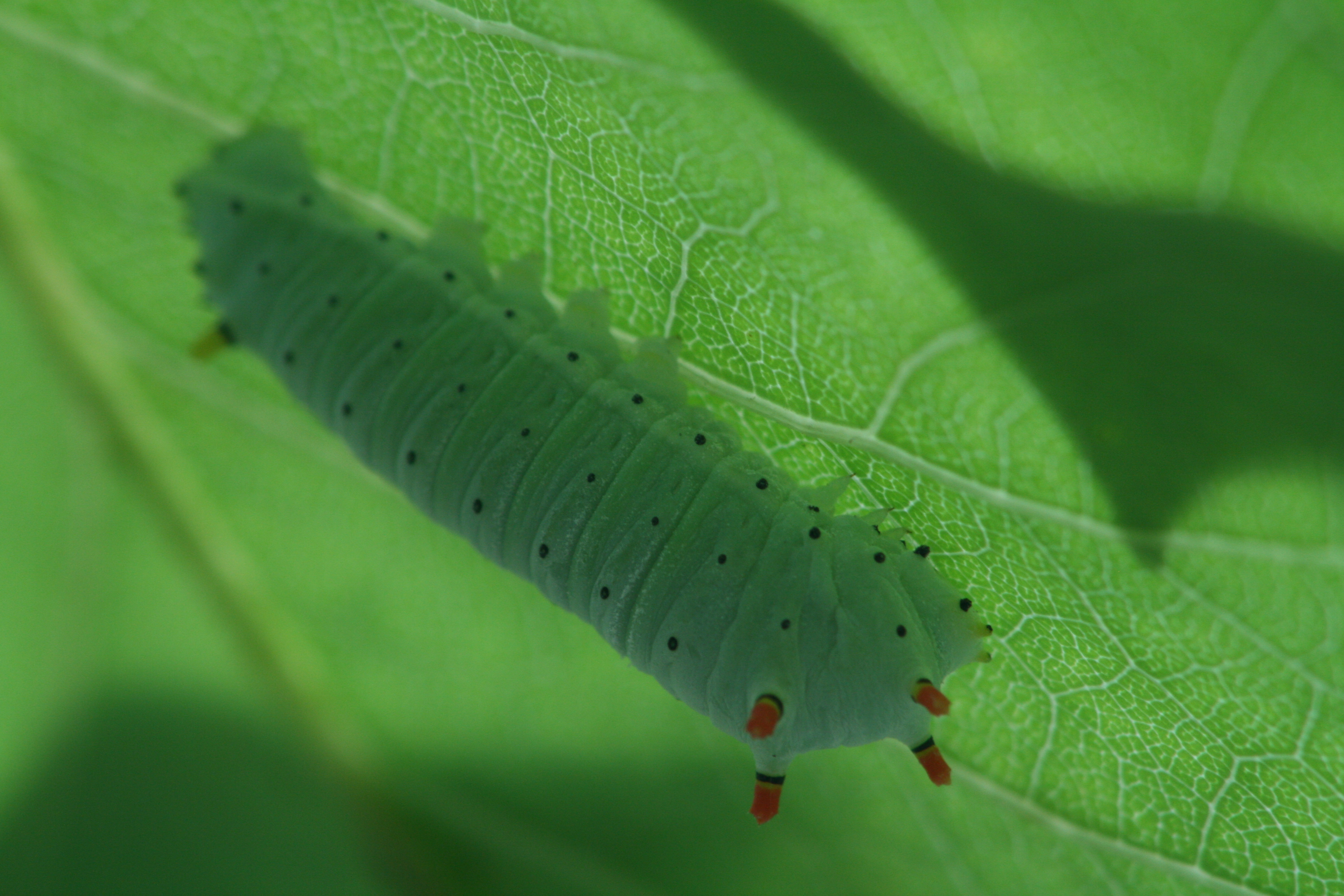
Raupe von Callosamia angulifera

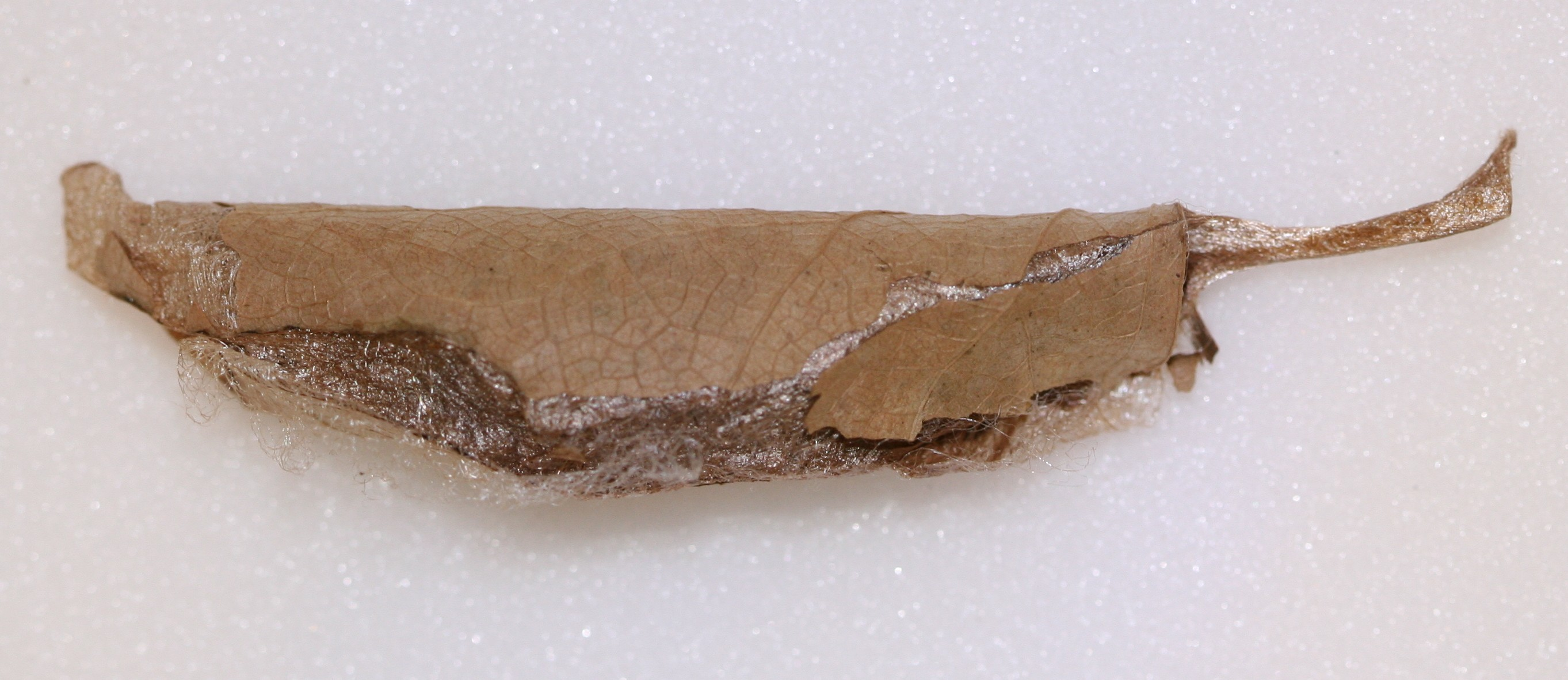
Kokon von Callosamia promethea

Callosamia ist eine Gattung der Schmetterlinge aus der Familie der Pfauenspinner (Saturniidae). The Global Lepidoptera Names Index des Natural History Museum listet drei Arten in dieser Gattung. Die zu dieser Gattung gehörige Art Callosamia promethea zählt neben Hyalophora cecropia und Actias luna zu den wohl bekanntesten Pfauenspinnern Nordamerikas.

## Merkmale
Die Falter haben auffällige gewinkelte Diskalflecke, eine unregelmäßig gewellt verlaufende Postmediallinie und ihnen fehlt die Antemediallinie. Sie sind in unterschiedlichen Brauntönen gefärbt und haben einen ausgeprägten Sexualdimorphismus. Die einfach gefiederten Fühler und die Genitalien ähneln denen der Gattung Hyalophora.
Die Raupen werden etwa 60 Millimeter lang und haben im fünften und letzten Stadium zwei auffällige Paare von unverästelten Fortsätzen (Scoli) am Rücken des Thorax. Diese sind rot und abhängig vom Verbreitungsgebiet an der Basis mehr oder weniger gelb und schwarz umringt. Mittig am Rücken des achten Hinterleibssegments befindet sich ein weiterer, einzelner, gelb gefärbter Scolus. Mit Ausnahme von Callosamia promethea befinden sich am Körper außerdem seitlich Reihen von kleinen schwarzen Tuberkeln, die zu glatten Höckern reduziert sind.

## Vorkommen
Die Gattung ist im Osten der Vereinigten Staaten von Amerika verbreitet.

## Lebensweise
Die Männchen reagieren auf die Pheromone all ihrer gattungsverwandten Weibchen, weswegen davon auszugehen ist, dass sich diese, wenn überhaupt, chemisch nur geringfügig unterscheiden. Auch treten natürliche Hybride zwischen Callosamia angulifera und Callosamia promethea auf. Dies ist jedoch nur sehr selten, was durch bislang nur zwei einzelne Funde aus Illinois und Ohio veranschaulicht wird. Im Labor gezüchtete Hybride sind unterentwickelt und können sich nicht fortpflanzen. Die Flugzeiten der drei Arten unterscheiden sich jedoch deutlich, wodurch trotz alledem eine gute Isolation der drei Arten gewährleistet wird. Bei Callosamia securifera findet die Paarung mittags, bei Callosamia promethea am Nachmittag und bei Callosamia angulifera am Abend statt.

## Entwicklung
Die Weibchen legen ihre kleinen, weißen Eier in kurzen Reihen zu vier bis zehn Stück an der Blattoberseite der Raupennahrungspflanzen ab. Anfangs bleiben die Raupen gesellig, dicht beieinander und fressen gleichzeitig. Ältere Raupen leben als Einzelgänger. Die Entwicklung erfolgt bei allen Arten an Magnoliengewächsen (Magnoliaceae), wobei Callosamia promethea anders, als die nahezu monophagen anderen Arten an einer Reihe von Arten aus dieser und auch anderen Pflanzenfamilien frisst. Die Raupen durchleben fünf Stadien. Die Überwinterung findet als Puppe statt. Der Kokon ist doppelwandig und besitzt eine Schlupföffnung. Zwischen den drei Arten unterscheiden sich die Kokons in Größe, Form, Farbe und Art der Befestigung an der Nahrungspflanze deutlich. Im Norden des Verbreitungsgebietes fliegen die Falter in einer Generation, in der Mitte des Verbreitungsgebietes in zwei Generationen und Callosamia securifera fliegt im äußersten Süden in drei Generationen pro Jahr.

## Taxonomie und Systematik
Die Gattung wurde von Charles Duncan Michener als Untergattung von Hyalophora betrachtet, da es mehrere morphologische Ähnlichkeiten der Falter gibt. Da sich die Präimaginalstadien und die Lebensweise stark unterscheiden, trennte Alexander Douglas Campbell Ferguson die Gruppe erneut als eigenständige Gattung ab. Diese Ansicht wird auch von Tuskes &Collins vertreten.
The Global Lepidoptera Names Index des Natural History Museum listet folgende Arten der Gattung:
- Callosamia promethea (Drury, 1773)
- Callosamia angulifera (Walker, 1855)
- Callosamia securifera (Maassen & Weymer, 1873)

## Belege